# Palacio de Alejandro
El Palacio de Alejandro (ruso: Александровский дворец) es recordado sobre todo como la residencia favorita del último emperador de Rusia, Nicolás II, y su familia. Está ubicado en el Parque de Alejandro de Tsárskoye Seló (Pushkin), a 25 km al sureste de San Petersburgo, Rusia. Está integrado, junto con el conjunto de palacios y parques de la ciudad de Pushkin, y su centro histórico (código 540-006) en el sitio Patrimonio de la Humanidad llamado «Centro histórico de San Petersburgo y conjuntos monumentales anexos».

## El palacio bajo Alejandro I
El palacio de Alejandro fue construido en el retiro imperial de Tsárskoye Seló. Fue encargado por Catalina la Grande para su nieto favorito y futuro emperador Alejandro I de Rusia con motivo de su matrimonio con la gran duquesa Elizaveta Alekséievna, nacida princesa Luisa María Augusta de Baden.

El gracioso edificio neoclásico fue planeado por Giacomo Quarenghi y construido entre 1792-1796. Hay acuerdo en que el arquitecto se había superado a sí mismo al crear una obra maestra.  En 1821, alrededor de un cuarto de siglo más tarde, el hijo del arquitecto escribió: "Un elegante edificio que mira sobre el bello jardín nuevo... en Tsárskoye Seló, fue diseñado y construido por mi padre a petición de Catalina II, como residencia de verano para el joven gran duque Alejandro, nuestro actual soberano. De conformidad con el estatus augusto de la persona para la que fue concebido el palacio, el arquitecto la formó con la mayor simplicidad, combinando funcionalidad y belleza. Su digna fachada, proporciones armoniosas, y moderada ornamentación... también se manifiestan en sus interiores..., sin comprometer la comodidad esforzándose en alcanzar la magnificencia y la elegancia". 

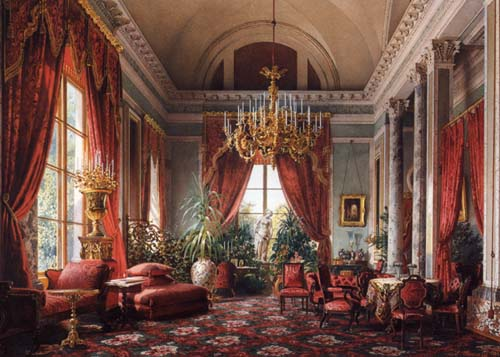
Salón carmesí, como se representa por Luigi Premazzi en los años 1850.

Una historia interesante sobre la construcción es que cuando los trabajadores estaban excavando para hacer los cimientos, hallaron un río subterráneo que actualmente corre bajo la sala semicircular. Alejandro usaba el palacio como residencia de verano a lo largo del reinado de su abuela y de su padre, el emperador Pablo. Cuando se convirtió en emperador, sin embargo, prefirió residir en el cercano palacio de Catalina.

## El palacio bajo Nicolás I
Alejandro I dio el palacio a su hermano, el futuro Nicolás I para uso en verano. Desde entonces, fue la residencia de verano del heredero al trono. Desde 1830 hasta 1850, se llevó a cabo una amplia reforma según diseños de D. Cerfolio, A. Thon, D. Yefímov, Andréi Stackenschneider y otros para seguir las modas cambiantes. La apariencia de las habitaciones privadas y formales del palacio durante el reinado de Nicolás pueden verse en exquisitas acuarelas de E. Hau, I. Premazzi e I. Volsky de 1840-1860. El famoso «salón de la montaña» que tiene un largo tobogán construido para los niños de Nicolás I se construyó entonces. Nicolás I y su familia vivieron en el palacio desde principios de la primavera hasta finales de mayo y tras un breve período en Tsárskoye Seló durante maniobras regresaba al palacio a pasar su tiempo allí hasta finales de otoño. En 1842, la pareja imperial celebró sus bodas de plata con una serie de galas incluyendo una justa medieval. Dos años después, la familia lamentó la muerte de la hija de Nicolás, la gran duquesa Alejandra (1825-1844), quien nació en el palacio y vivió los últimos meses de su vida allí. El 19 de octubre de 1860, la emperatriz Alejandra Fiódorovna también murió en el palacio. Más tarde Alejandro III tuvo sus apartamentos en el ala derecha del palacio.

## El palacio bajo Nicolás II

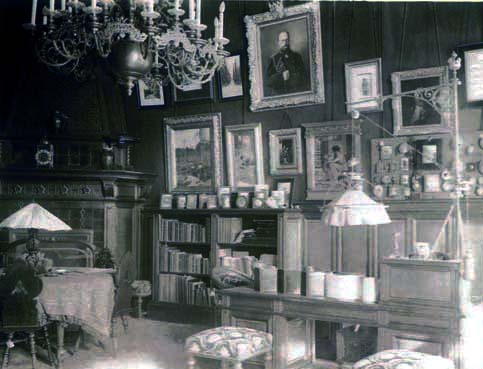
Estudio de trabajo del último zar de Rusia.

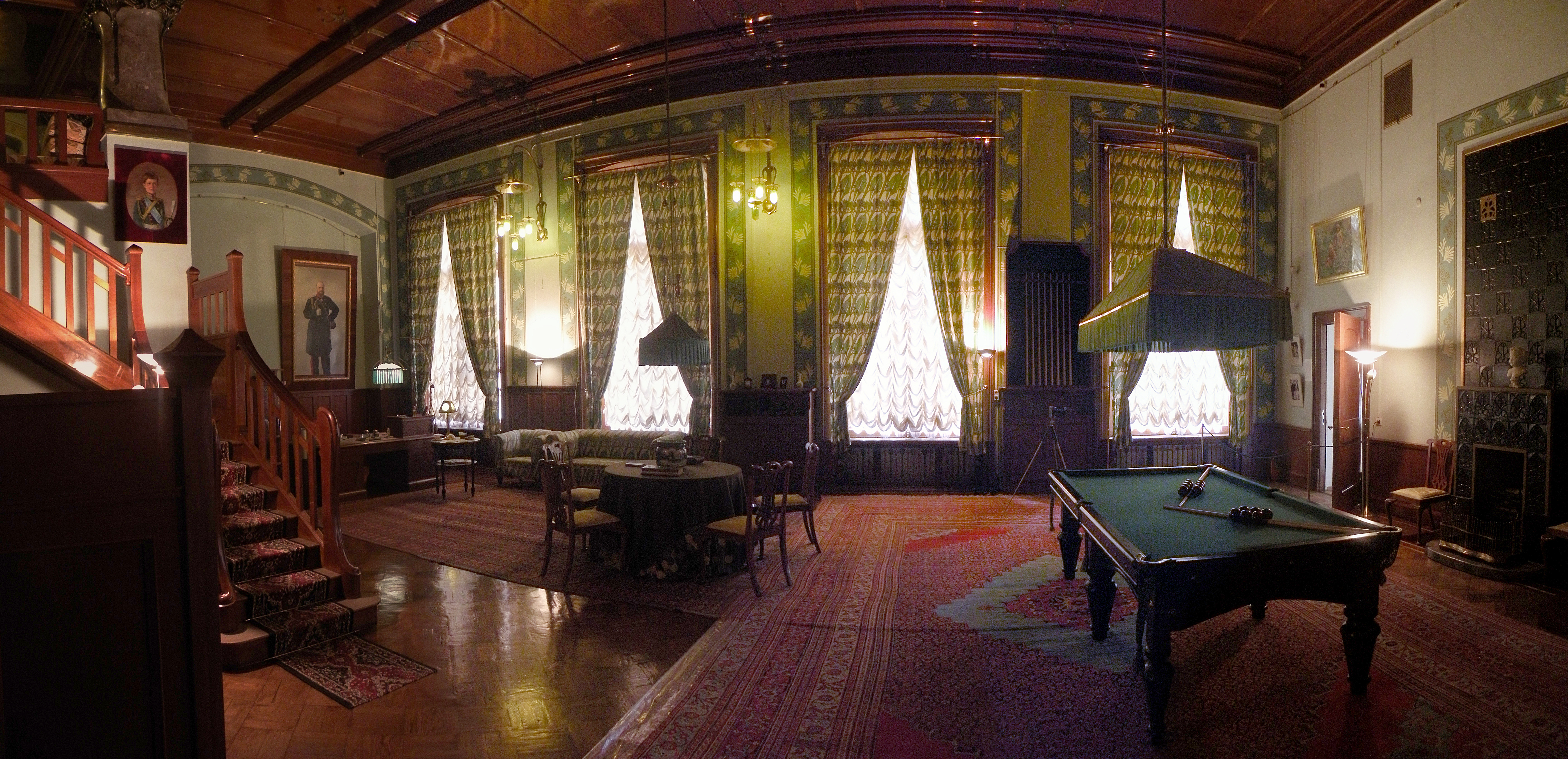
Otra vista actual, del estudio de Nicólas II.

El palacio es famoso sobre todo, por el papel que jugó en el reinado del último zar, Nicolás II. Él y su esposa, Alejandra siempre mostraron una preferencia por el palacio. En 1896, poco después de su enlace, encargaron a su arquitecto de confianza y arquitecto de corte, Silvio Danini, la reforma del ala sur del palacio para acomodarlo a su gusto, incluyendo la construcción del famoso balcón que rodeaba el ángulo sur. Tras el Domingo sangriento que hizo peligroso el Palacio de Invierno Nicolás II y su esposa decidieron hacer de él su residencia permanente. Remodelaron el salón de baile de dos plantas, transformando el espacio en el Habitación de Arce y el Nuevo Estudio y añadieron habitaciones para sus hijos en la planta superior. Contrariamente al gusto imperante en la corte, Alejandra, y el arquitecto Roman Meltzer, eligieron un estilo de decoración entonces moderno, Jugendstil o Art Nouveau, considerado por la aristocracia más «de clase media» que «imperial». Otra de estas famosas habitaciones es la habitación malva de Alejandra.
Durante el reinado de Nicolás II, el palacio fue cableado para tener electricidad y equipado con un sistema de teléfono. En 1899 un ascensor hidráulico fue instalado conectando la suite de la emperatriz con las habitaciones de los niños en la segunda planta. Más aún, con la llegada del cine, se construyó una pantalla en el salón semicircular para proyectar películas.
Durante los años tormentosos de la guerra y la revolución, las paredes monumentales del palacio de Alejandro protegieron a la familia imperial del mundo exterior. Pierre Gilliard, tutor del hijo de Nicolás II tenía acceso libre a este santuario interior. En sus memorias, el tutor más adelante escribió que la vida familiar en Tsárskoye Seló era menos formal que en otras residencias. Aparte de unas pocas excepciones, la corte no residía en el palacio. La familia imperial se reunía informalmente alrededor de la mesa en las comidas sin ayudantes, a menos que hubiera parientes visitándoles. Este mundo idílico era vigilado por la sonrisa triste y profética de la reina María Antonieta de Francia, retratada con sus hijos en un tapiz en la Habitación de la Esquina. Esto fue un regalo del presidente francés Émile Loubet durante su visita a Rusia en 1902.
Nicolás II abdicó el trono de Rusia el 2 de marzo de 1917. Trece días después volvió al Palacio de Alejandro no como emperador de Rusia, sino como el coronel Románov. La familia imperial quedó entonces bajo arresto domiciliario y confinada a unas pocas habitaciones del palacio y vigilados por una guardia con la bayoneta calada. El régimen de su cautiverio, establecido por el propio Kerensky, previó estrictas limitaciones en la vida de la familia imperial - un aislamiento del mundo exterior, una guardia durante sus paseos por el parque, prohibición de cualquier tipo de contacto o correspondencia aparte de las cartas aprobadas. Gillard señaló, 

En su tiempo libre, libres de estudios, la emperatriz y sus hijas se entretenían bordando, o tejiendo, pero nunca estaban ociosas... Durante sus paseos diarios todos los miembros de la familia, salvo la emperatriz, se dedicaban a trabajos físicos: limpiaban de nieve los paseos del parque, cortaban hielo para la bodega, cortaban ramas secas o viejos árboles, almacenando madera para el futuro invierno. Con la llegada del tiempo más cálido, toda la familia trabajaba en un gran jardín de cocina...

## El palacio tras la Revolución
Por orden directa de Kerensky, la familia imperial fue trasladada la mañana del 1 de agosto de 1917 por tren a Tobolsk en Siberia. Desde entonces hasta el comienzo de la SGM, el palacio era un museo. A comienzos de la SGM, el mobiliario más valioso fue evacuado al interior del país. Las partes restantes de la colección se escondieron en el sótano durante la ocupación nazi. Durante los años de guerra, el palacio se usó como cuartel general del mando militar alemán. La zona en frente del palacio se transformó en un cementerio para soldados de las SS. Colecciones únicas desde el punto de vista artístico e histórico fueron parcialmente destruidos. Conforme las fuerzas alemanas estaban dejando la URSS, muchos de los palacios suburbanos fueron incendiados. El palacio de Alejandro se libró. El palacio se usó como un depósito de obras de arte que iban al área. Más tarde decidieron que el palacio no volviera a ser un museo y lo entregaron a la Armada Soviética. También funcionó como un orfanato, aunque los niños alojados allí consiguieron destrozar partes de la segunda planta donde las habitaciones de los cinco hijos del zar estaban ubicadas.

## El palacio hoy
Hasta hace muy poco, el palacio se vio como poco más que un añadido al bello parque de Alejandro. Pocos conocían los salones conservados dentro, o que el palacio de Catalina y el Palacio Pávlovsk contenían exquisitos candelabros, retratos formales y muchas otras obras de arte creados específicamente para esas salas. Pocos se dan cuenta de que, en el ala izquierda del palacio, decoraciones que datan del último emperador de Rusia habían sobrevivido intactas. En el verano de 1997, una exposición permanente se inauguró en el ala izquierda del edificio. Hoy ciertos elementos de la sala de recepción, el Nuevo Estudio de Nicolás II y la sala de la esquina de Alejandra han sido recreados y proporcionan un telón de fondo para exposiciones de ropas históricas, armas y objetos de artes aplicadas que se encuentran entre sus paredes. En el estudio de Nicolás II, donde se ha recreado el ambiente de trabajo del último emperador de Rusia, cuelga un retrato del padre de Nicolás II pintado por el gran artista ruso, Valentín Serov. En una sección del palacio, los visitantes pueden ver ropas usadas por la familia imperial de Rusia y uniformes relacionadas con la corte del zar Nicolás II.

## Parque del Palacio
El parque de Alejandro (en ruso Александровский парк, Aleksándrovski park) es un parque situado en Tsárskoye Seló (dentro del municipio de Pushkin), a 25 km al sureste de San Petersburgo (Rusia) y se encuentra del mismo lado que el Parque de Catalina.
El Parque de Alejandro, llamado así en honor del nieto favorito de la emperatriz Catalina la Grande y futuro emperador Alejandro I de Rusia y adyacente al Palacio de Alejandro. Es una zona de alrededor de 200 hectáreas, la entrada principal al parque se encuentra frente al Palacio de Catalina, al parque también se puede ir por la puerta situada en el Palacio de Alejandro, o por la carretera, pasando por el Gran Capricho.
El Parque se divide en el llamado Jardín Nuevo (regular del parque - un parque con un diseño geométrico correcto) y en un parque paisajístico.

## Jardín Nuevo
El Jardín nuevo incluye: El Gran Puente Chino, la Cortina "Hongo", el Monte "Parnassus", el Teatro Chino, el Gran Puente de los Dragones, los Pequeños Puentes Chinos, el Puente de la Cruz, el Gran Capricho, el Pequeño Capricho y la Villa China.
Se podría decir que el jardín nuevo está dividido en Bosquetes.
Gran Puente Chino
El Gran Puente Chino (Большой Китайский мост). El proyecto es la construcción de un gran puente chino fue diseñado por Vasili Ivánovich Neyelov en 1784, pero casi inmediatamente Catalina II aprobó un nuevo proyecto, que fue diseñado y construido entre 1784-1786 por Charles Cameron, al mismo tiempo que el Gran Puente de los Dragones Chinos, se encuentra en la entrada principal del parque de Alejandro frente a la ceremonial plaza de armas del Palacio de Catalina.
El puente está hecho de granito rosa, el cercado se compone de 13 jarrones de granito y 4 pedestales de cada lado del puente. El parapeto está decorado en forma de grandes jarrones de piedra con ramas colgantes de coral rojo (hierro forjado) entrelazados y en los pedestales están figuras pintadas con linternas chinas, obra del escultor P.I.Shvarts. Las figuras fueron vestidas con trajes nacionales, pintadas en diferentes colores, y se mantienen con linternas colgadas en postes.
Originalmente, el gran puente de los chinos, estaba decorado con cuatro figuras chinas de piedra (piedra caliza) cada una sentada en un pedestal. En la segunda mitad del siglo XIX, en la década de 1860, las figuras de piedra caliza originales, decayeron completamente en ruinas y fueron reemplazados con zinc, pintado policromado y fabricado en la planta de "Genk, Pleske y Mopan"(«Генке, Плеске и Моран»). El trabajo se lleva a cabo bajo la supervisión del arquitecto de la corte Hippolyte Monighetti. Durante la Segunda Guerra Mundial el puente y las esculturas murieron, y fueron restaurados a partir de fotografías hasta el 2011.
Cortina "Hongo"
La Cortina "Hongo" (Куртина «Грибок») es la primera de las cuatro nuevas plazas ajardinadas, a la izquierda del Gran Puente Chino, se llama así por su aumento de muro cortina, con árboles de pino. En la arquitectura del parque - la cortina era un grupo de varias docenas de árboles y arbustos de la misma raza. Cortina por un laberinto de callejuelas y plazas, bordeada de altos maleza, árboles antiguos recortadas - se trata de la llamada Hongo que debe su nombre al pabellón con techo en forma de un hongo, que estuvo allí desde finales del siglo XVIII.
Anteriormente, en la parte superior del campo, en un bulto redondo, adornado césped y se llamó "skarpir" estaba una galería de 37 pabellones interconectados "como un centenar de" gazebos, o "salas", con cúpulas doradas. En la década de 1770, los gazebos se rompieron, y en su lugar estableció un "árbol de roble tallado" con una cubierta a cuatro aguas de hierro, pintando por dentro "el color de las nubes". Fue sustituido por un banco con una tienda de campaña en forma de hongo que estalló (o fue demolido) a principios del siglo XIX. Este tipo de muebles de jardín, le dio el nombre de muro cortina. La disposición de la cortina en su conjunto se mantuvo: en el centro, en una colina, es un área circular de la que irradian ocho carriles. </ref>
Monte "Parnassus"
El monte "Parnassus" (Гора «Парнас») es un montículo artificial, con un camino en espiral y sinuoso que conduce a la parte superior del monte Parnaso, además de que es una trayectoria curva bordeada de árboles. En la cima del monte Parnaso planeaba poner un mirador, pero la idea nunca se implementó.
Su nombre se toma de la mitología griega, donde el dios Apolo - mecenas de las artes - y las Musas vivían en la cima del monte Parnaso. Estos "montes", en forma de cono con el corte del ápice y bajando las laderas en un camino de suaves pendientes bordeada de arbustos, eran construidos en los parques y jardines del Renacimiento en el siglo XVIII regulares.
El "Parnassus" fue construido en 1755 durante la expansión y profundización de los ya desaparecidos dos estanques y el canal de la Cruz, al mismo tiempo que los árboles de la montaña se plantaron. En 1762, en su cumbre se suponía iba a poner el pabellón octogonal con una cúpula, pero el proyecto no se había cumplido.
En 1810, la idea de construir en la cima del Parnaso un pabellón volvió a surgir, pero ninguno de los proyectos que preparaban Vasili Ivánovich Neyelov, Luigi Rusca, Vasili Petróvich Stásov, William Heste(o Hastie) o Pietro di Gottardo Gonzaga, recibió realización ninguna idea.
En el mismo muro cortina se ubicaba "Fazannik" casi a orillas del canal de la Cruz, Fazannik consistió en una pequeña casa de madera para la invernada de las aves, con espacio para un cazador de faisanes y de un alto aviario de hierro, fue construido en 1909 por S.A. Danini. Antes de 1895 los faisanes se mantuvieron en la sala de guardia en los graneros. El acceso público a Parnassus y Fazannik estaba prohibida. La hija de S.A.Danini recuerda: "Había varios faisanes, que su padre construyó fazannik en el Parque de Alejandro. Estos faisanes veces volaban en el Parque Catalina, y nos quedamos encantados con el interés en ellos". I.V. Zimin menciona que en el momento del último emperador Nicolás II de Rusia, cerca del Monte Parnassus estaba la casa del perro para los perros grandes emperador.
En la actualidad, el camino de circulación se ha perdido.
Pequeños Puentes Chinos
Los Pequeños Puentes Chinos (Малые китайские мосты) se encuentran junto a la Villa China, en el canal de la Cruzada en dos calles transversales, que van desde el Palacio de Alejandro hasta el Grande Capricho, en el encuadre del Jardín Nuevo. Inicialmente era un proyecto de Neyelov pero se pasó a Cameron, había puentes de madera, construidos por el proyecto de cuatro puentes, dos de cada lado de Charles Cameron en 1781.
En la entrada de la aldea en lugar del previsto inicialmente "en el país a través del canal", se construyó en 1781 por dos puentes de madera, brillantes e intrincado pintado y dorado: Columnas talladas instalados en la entrada del puente como pórticos, que sostenían el techo curvo, pintado "en escamas de pescado." En el techo había 12 veletas, corte de chapa metálica y cubierta zolotom. Columnas Stolvy coradas con pinturas en forma de guirnaldas de flores, techos, suelos y pasamanos techos Spitz fueron pintados a la manera china.
En 1786, se reproducen en metal por orden de Catalina, tan solo un tramo puente de hierro, es similar en su composición y sólo se diferencian en algunos detalles de estos puentes de madera reemplazados con sus homólogos de metal, una producción encargada en Sestroretsky. Estos dos puentes fueron construidos bajo el arquitecto K.I. Shpekle. Sólo gracias al metal es que han perdurado hasta nuestros días.
Son similares en sus diseños, se enfrentan con pilares de granito. Barras curveadas de hierro se apoyan en los bolardos de hierro fundido, rematado con jarrones de figuras. Los puentes son caracteres chinos están unidos a pórticos de columnas pareadas que soportan los tirantes del techo eliminado de chapa. Las columnas de uno de los puentes que adorna la parte inferior del adorno de alivio, y otros paisajes estaban completamente cubiertos con hojas estampadas, hoy perdidas.
La más grande de las restauraciones se hizo antes de la revolución en 1868, después de que se llevó a cabo la guerra, la reparación y restauración en 1949, 1961-63 y 1967. En 1971, el puente fue pintado sin una restauración capital. Hasta que la última restauración en 2009, los puentes estaban en mal estado, los cimientos de piedra podmyta, las estructuras metálicas muy corroídas en el suelo mal estado, detalles decorativos se han perdido.